# موريلو أوتافيو مينديز
موريلو أوتافيو مينديز هو لاعب كرة قدم برازيلي في مركز الهجوم، ولد في 8 مارس 1995 في بيلو هوريزونتي في البرازيل. لعب مع نادي أولهانينسي ونادي ليفورنو.

## وصلات خارجية
- موريلو أوتافيو مينديز على موقع قاعدة بيانات كرة القدم.إي يو (الإنجليزية)
- موريلو أوتافيو مينديز على موقع Soccerway.com (الإنجليزية)